# Болоньїно
Болоньїно (італ. bolognino) — назва срібних і золотих монет, які карбували в Болоньї та інших містах середньовічної центральної Італії з кінця XII до XVII століття.
В 1191 році імператор Генріх VI надав муніципалітету Болоньї право карбувати срібний денарій, що отримав назву болоньїно. У 1236 році на додачу до болоньїно з'явилась нова монета болоньїно гроссо (італ. bolognino grosso, великий болоньїно). У 1380 році з'явився золотий болоньїно, що оцінювався в 30 срібних болоньїно, та мав ту саму вагу й пробу, що й папський дукат.

## Історія

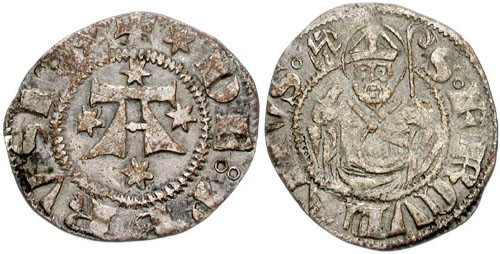
Болоньїно карбований республікою Перуджі (1395—1471)

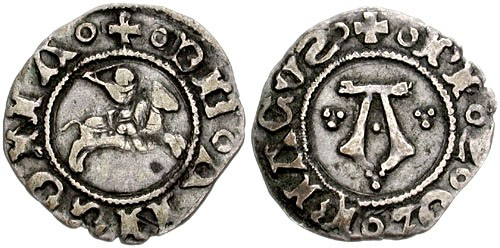
Болоньїно Анконської республіки (~XV ст). 17мм, 0.72 г, 3h

В 1191 році імператор Генріх VI надав муніципалітету Болоньї право карбувати срібний денарій (денаро італійською), що отримав назву болоньїно. У 1236 році на додачу до болоньїно з'явилась нова монета болоньїно гроссо (італ. bolognino grosso, великий болоньїно), що важила 1,41 грама срібла і дорівнювала по своїй ціні 12 сольдо. Після цього «старе» болоньїно була перейменована в болоньїно пікколо (італ. bolognino piccolo, малий болньїно).
Болоньїно гроссо був в обігу в інших італійських комунах і містах Папської держави, таких як Равенна та Ріміні, а також копіювався іншими монетними дворами, такими як монетні двори Лукки, Риму та різних міст у сусідніх з Папською областю Абруццо та Марке. Вартість монет змінювалась залежно від поточної політичної та економічної ситуації. Наприклад, наприкінці XV століття в Неаполітанському королівстві вартість болоньїно становила 18 срібних денаро. Початкова згадка про імператорів на монетах пізніше було замінена на представників болонських правлячих родин, такі як Пеполі та Вісконті. У XVI столітті, коли місто потрапило під контроль Папською держави, на монетах зображався бюст папи та міський герб.
Болоньїно припинили карбувати у XVIII столітті. Проте продовжували існувати монети з іншою назвою, але номіналом, вираженим в болоньїно, зокрема в 100 болоньїно.
Золотий болоньїно, що з'явився у 1380 році, оцінювався в 30 срібних болоньїно, та мав ту саму вагу й пробу, що й папський дукат.